# József Takács (futbolista)
József Takács (Budapest, Imperio austrohúngaro, 30 de junio de 1904-ibídem, 3 de septiembre de 1983) fue un futbolista húngaro que jugaba como delantero. Ganó la liga húngara en tres ocasiones y fue el máximo goleador en cinco oportunidades. Su hermano Géza Takács, también jugó en el Ferencváros. En total, durante su carrera, jugo 388 partidos, convirtiendo un total de 418 goles, con un promedio de 1.08 goles por partido.

## Trayectoria

### Club
Comenzó su carrera como portero. 1917 - 1926 entre el hierro y estafadores de jugar al fútbol. Fue máximo goleador en la temporada 1925-1926 con 29 goles y trajo la atención de clubes grandes como Ferencvaros, quién firmó un año después. En su primera temporada con el club fue máximo goleador de la temporada de nuevo, esta vez con 31 goles, el título del Campeonato de Hungría y la victoria Copa de Europa central. En esta última, Takács anotó un total de 10 goles, siendo el máximo goleador del torneo. En 1932, de nuevo ganó el campeonato Fradin, de manera que el equipo no perdió ningún punto, ganando los 22 partidos de liga. Takacs anotó 42 goles, convirtiéndose así en el máximo goleador de nuevo. Dos años más tarde, después de la tercera vez podría estar en el podio con el equipo, que terminó su carrera.

## Selección nacional
Su debut con el equipo nacional húngaro fue en 1923. En total, jugó 32 partidos y convirtió 26 goles. En 1924, fue miembro del equipo que participó en los Juegos Olímpicos de París.

## Palmarés
- Nemzeti Bajnokság 1: 1927-1928, 1931-1932,1933-1934
- Máximo goleador del campeonato húngaro: 1925-1926 (29 goles), 1927-1928 (31 goles), 1928-1929 (41 goles), 1929-1930 (40 goles), 1931-1932 (42 goles)
- Copa de Europa Central: 1928
- Máximo goleador de la Copa de Europa Central: 1928 (10 goles)
- Futbolista del Año en Hungría: 1924-1925

- Datos: Q653572
- Multimedia: József Takács (footballer, 1904) / Q653572